# Louis Joseph Le Beschu de Champsavin
Louis Joseph Le Beschu, sieur de La Raslais et de Champsavin, né à Fougères le 10 juin 1755 et mort dans la même ville le 22 janvier 1836, est un militaire et homme politique français.

## Biographie
Il est le fils du chevalier René Le Beschu, sieur de La Rallais, conseiller du roi, président-trésorier général de France au bureau des finances en la généralité d'Alençon, président-juge des fermes royales, sénéchal de Fougères, et de Louise Tuffin de La Rouërie. Sa sœur, Marie-Jeanne Le Beschu de La Raslaye, épouse le général Jean Ambroise Baston de Lariboisière. Marié à Marguerite de La Tuollays, dame de Pontpéan, il est le beau-père d'Alexandre Julien Delafosse et l'arrière-grand-père de Louis de Champsavin.
Sous l'Ancien Régime, il est garde du corps du roi Louis XVI.
Devenu entreposeur particulier des tabacs à Fougères et conseiller général d'Ille-et-Vilaine, il est élu député du Collège de département d'Ille-et-Vilaine le 22 août 1815.
Il fait partie de la majorité de la Chambre introuvable et est réélu, par le troisième collège électoral d'Ille-et-Vilaine, le 9 mai 1822, et le 25 février 1824. Légitimiste et clérical, Lebeschu vote constamment pour les ministres.

## Sources
- « Louis Joseph Le Beschu de Champsavin », dans Adolphe Robert et Gaston Cougny, Dictionnaire des parlementaires français, Edgar Bourloton, 1889-1891 [détail de l’édition]
- Gilbert Bodinier, « Les gardes du corps de Louis XVI : étude institutionnelle, sociale et politique : dictionnaire biographique », Service historique de l'Armée de terre, 2005